# Ancylobothrys scandens
Ancylobothrys scandens är en oleanderväxtart som först beskrevs av Heinrich Christian Friedrich Schumacher, och fick sitt nu gällande namn av Marcel Pichon. Ancylobothrys scandens ingår i släktet Ancylobothrys och familjen oleanderväxter. Inga underarter finns listade i Catalogue of Life.